# John Oglesby
John Gillett Oglesby, né le 19 mars 1873 à Decatur et mort le 27 mai 1938 à Elkhart, est un homme politique américain membre du Parti républicain, ancien lieutenant-gouverneur de l'Illinois.

## Biographie
En 1908, il est élu gouverneur adjoint avec 52,58 % des voix face au démocrate Elmer Perry, il sera battu quatre ans plus tard par le démocrate Barratt O'Hara.
En 1916, il est de nouveau élu gouverneur adjoint. En 1920, Oglesby sollicite l'investiture républicaine pour le poste de gouverneur, mais il est battu de justesse par le trésorier Lennington Small. 
Oglesby participe à la guerre hispano-américaine. Il est également le fils du gouverneur Richard Oglesby.